# Leslie Mottram
Leslie Mottram (1951. március 5. –) skót nemzetközi labdarúgó-játékvezető.

## Pályafutása

### Labdarúgóként
Fiatalon ismerkedett meg a labdarúgással, szülőhelyének csapatában játszott.

### Nemzeti játékvezetés
A küldési gyakorlat szerint rendszeres partbírói tevékenységet is végzett. 1989-ben lett az I. Liga játékvezetője. Nemzetközi visszavonulását követően, hazájában is visszavonult, de ezt követően Japánban, a J-Ligában játékvezetőként, ellenőrként, oktatóként tevékenykedett, segítve a  hazai játékvezetők szakmai fejlődését. Eredetileg három mérkőzésre hívták meg, végül 1996-2001 között 154 I-Ligás és 15 II-Ligás mérkőzést vezetett, valamint 25 találkozót a Japán Kupasorozatban. Tényleges visszavonulására 2002-ben került sor.

#### Nemzeti kupamérkőzések
Vezetett kupadöntők száma: 2.

##### Skót FA Kupa
| Időpont         | Helyszín                      | Mérkőzés típusa | Mérkőzés                   | Eredmény | Nézők száma |
| --------------- | ----------------------------- | --------------- | -------------------------- | -------- | ----------- |
| 1995. május 27. | Hampden Park Stadion, Glasgow | döntő           | Celtic FC–Airdrieonians FC | 1 – 0    | 36 915      |

##### Angol labdarúgó-ligakupa
| Időpont            | Helyszín                      | Mérkőzés típusa | Mérkőzés              | Eredmény | Nézők száma |
| ------------------ | ----------------------------- | --------------- | --------------------- | -------- | ----------- |
| 1995. november 26. | Hampden Park Stadion, Glasgow | döntő           | Aberdeen FC–Dundee FC | 2 – 0    | 33 099      |

#### Nemzetközi játékvezetés
A Skót labdarúgó-szövetség Játékvezető Bizottsága (JB) terjesztette fel nemzetközi játékvezetőnek, a Nemzetközi Labdarúgó-szövetség (FIFA) 1991-től tartotta nyilván bírói keretében. Több nemzetek közötti válogatott és klubmérkőzést vezetett, vagy működő társának 4. bíróként segített. A skót nemzetközi játékvezetők rangsorában, a világbajnokság-Európa-bajnokság sorrendjében többedmagával az 5. helyet foglalja el 10 találkozó szolgálatával. Az aktív nemzetközi játékvezetéstől 1996-ban búcsúzott. Válogatott mérkőzéseinek száma: 11.

#### Labdarúgó-világbajnokság
A világbajnoki döntőhöz vezető úton az Amerikai Egyesült Államokba a XV., az 1994-es labdarúgó-világbajnokságra a FIFA JB bíróként alkalmazta. Selejtező mérkőzéseket az UEFA és a CAF zónában vezetett. Ez volt az első labdarúgó-világbajnokság, ahol ténylegesen külön tevékenykedtek a játékvezetők és a segítő partbírók. A partbírók még nem kapcsolódtak szorosan a delegált nemzeti játékvezetőjükhöz. Világbajnokságon vezetett mérkőzéseinek száma: 2.

##### 1994-es labdarúgó-világbajnokság

###### Selejtező mérkőzés
| Időpont            | Helyszín                       | Mérkőzés típusa           | Mérkőzés                 | Eredmény | Nézők száma |
| ------------------ | ------------------------------ | ------------------------- | ------------------------ | -------- | ----------- |
| 1992. június 3.    | Svangaskarð Stadion, Toftir    | előselejtező (4. csoport) | Feröer-szigetek–Belgium  | 0 – 3    | 5156        |
| 1993. február 28.  | V. Mohamed Stadion, Casablanca | előselejtező (F. csoport) | Marokkó–Tunézia          | 0 – 0    | 60 000      |
| 1993. április 28.  | Widzewa Stadion, Łódź          | előselejtező (2. csoport) | Lengyelország–San Marino | 1 – 0    | 20 000      |
| 1993. június 23.   | Laugardalsvöllur, Reykjavík    | előselejtező (5. csoport) | Izland–Oroszország       | 1 – 1    | 3308        |
| 1993. november 17. | Parc des Princes, Párizs       | előselejtező (6. csoport) | Franciaország–Bulgária   | 1 – 2    | 48 402      |

###### Világbajnoki mérkőzés
| Időpont          | Helyszín                    | Mérkőzés típusa              | Mérkőzés            | Eredmény | Nézők száma |
| ---------------- | --------------------------- | ---------------------------- | ------------------- | -------- | ----------- |
| 1994. június 23. | Foxboro Stadium, Foxborough | csoportmérkőzés (C. csoport) | Dél-Korea–Bolívia   | 0 – 0    | 54 453      |
| 1994. június 30. | Foxboro Stadium, Foxborough | csoportmérkőzés (D. csoport) | Görögország–Nigéria | 0 – 2    | 53 001      |

#### Labdarúgó-Európa-bajnokság
Az európai labdarúgó torna döntőjéhez vezető úton Angliába a X., az 1996-os labdarúgó-Európa-bajnokságra az UEFA JB játékvezetőként foglalkoztatta.

##### 1996-os labdarúgó-Európa-bajnokság

###### Selejtező mérkőzés
| Időpont             | Helyszín                           | Mérkőzés típusa           | Mérkőzés                   | Eredmény | Nézők száma |
| ------------------- | ---------------------------------- | ------------------------- | -------------------------- | -------- | ----------- |
| 1994. szeptember 7. | Laugardalsvöllur, Reykjavík        | előselejtező (3. csoport) | Izland–Svédország          | 0 – 1    | 14 361      |
| 1995. november 15.  | Hüseyin Avni Aker Stadion, Trabzon | előselejtező (1. csoport) | Azerbajdzsán–Lengyelország | 0 – 0    | 200         |

###### Európa-bajnoki mérkőzés
| Időpont          | Helyszín                 | Mérkőzés típusa              | Mérkőzés                 | Eredmény | Nézők száma |
| ---------------- | ------------------------ | ---------------------------- | ------------------------ | -------- | ----------- |
| 1996. június 11. | Anfield, Liverpool       | csoportmérkőzés (C. csoport) | Olaszország–Oroszország  | 2 – 1    | 35 120      |
| 1996. június 28. | Old Trafford, Manchester | egyik elődöntő               | Franciaország–Csehország | 0 – 0    | 43 877      |

#### Nemzetközi kupamérkőzések
Vezetett kupadöntők száma: 1.

##### UEFA-bajnokok ligája
1995–1996-os UEFA-bajnokok ligája sorozatban kapott játékvezetői szolgálatot.
| Időpont             | Helyszín                    | Mérkőzés típusa            | Mérkőzés                       | Eredmény | Nézők száma |
| ------------------- | --------------------------- | -------------------------- | ------------------------------ | -------- | ----------- |
| 1995. augusztus 23. | Üllői úti Stadion, Budapest | előselejtező (2. mérkőzés) | Ferencvárosi TC–RSC Anderlecht | 1 – 1    | 18 000      |

##### UEFA-szuperkupa
| Időpont          | Helyszín                     | Mérkőzés típusa        | Mérkőzés               | Eredmény | Nézők száma |
| ---------------- | ---------------------------- | ---------------------- | ---------------------- | -------- | ----------- |
| 1996 február 28. | Olimpiai Stadion, Amszterdam | döntő második mérkőzés | AFC Ajax–Real Zaragoza | 4 – 0    | 23 000      |

## Sportvezetői pályafutása
Az aktív nemzetközi pályafutását befejezve FIFA JB instruktor, nemzetközi játékvezető ellenőr lett. 2002-es visszavonulását követően Japánban tovább folytatta oktató tevékenységét.

## Sikerei, díjai
- Az IFFHS szerint 1995-ben az év legjobb játékvezetője Puhl Sándor mögött a 6., 1996-ban a 4. helyen végzett a világ legjobb játékvezetője szavazáson.
- 1998-2002 között négy alkalommal lett Japánban az Év Játékvezetője.
- 2006-ban, hazatérése előtt a Japán Labdarúgó-szövetség elismerő kitüntetésbe részesítette.
- Az IFFHS (International Federation of Football History & Statistics) 1987-2011 évadokról tartott nemzetközi szavazásán 151, játékvezető besorolásával minden idők 51, legjobb bírójának rangsorolta. A 2008-as szavazáshoz képest 19 pozíciót hátrább lépett.